# Cristianesimo in Malaysia
Il cristianesimo in Malaysia è la terza religione per diffusione nel Paese, dopo l'islam e il buddhismo.  La costituzione della Malaysia stabilisce che l'islam è la religione ufficiale dello stato, ma assicura libertà di culto alle religioni riconosciute dallo stato, tra cui vi sono il buddhismo, il cristianesimo, l'induismo e la religione tradizionale cinese. Oltre il 61% della popolazione malese è di religione musulmana. I cristiani rappresentano circa il 9,2% della popolazione. Anche se la Malaysia è ufficialmente uno stato multiconfessionale, vi sono limitazioni per i non musulmani. Il proselitismo delle altre religioni verso i musulmani è vietato. Per un musulmano è vietato convertirsi ad un'altra religione a meno che non ottenga il permesso di un tribunale religioso, cosa in pratica molto difficile. Il matrimonio tra musulmani e non musulmani è vietato.

## Confessioni cristiane presenti

### Chiesa cattolica
La Chiesa cattolica in Malaysia fa parte della Chiesa cattolica mondiale, sotto la guida spirituale del Papa a Roma. Dal punto di vista territoriale, la Chiesa cattolica è organizzata con tre sedi metropolitane (l'arcidiocesi di Kuala Lumpur, l'arcidiocesi di Kuching e l'arcidiocesi di Kota Kinabalu) e sei diocesi suffraganee. I cattolici rappresentano circa il 4% della popolazione. 

### Protestantesimo
I protestanti rappresentano circa il 5% della popolazione e sono presenti in Malaysia con diverse denominazioni:
- Chiesa della Provincia del Sud-Est Asiatico: è affiliata alla Comunione anglicana e rappresenta la maggiore denominazione protestante nel Paese;
- Chiesa Metodista della Malaysia: è affiliata al movimento metodista e per diffusione rappresenta la seconda denominazione del Paese;
- Convenzione battista della Malaysia, affiliata all'Alleanza mondiale battista;
- Chiesa presbiteriana della Malaysia, espressione del presbiterianesimo;
- Chiesa luterana della Malaysia, espressione del luteranesimo;
- Chiesa Pentecostale Unita della Malaysia, espressione del movimento pentecostale;
- Assemblee di Dio;
- Chiesa cristiana avventista del settimo giorno.

La distribuzione delle varie denominazioni protestanti varia sul territorio: i battisti sono concentrati nel nord della Penisola di Malacca, i presbiteriani nel sud della stessa penisola, mentre anglicani, metodisti e luterani sono concentrati nella Malaysia Orientale.